# Toichographologie

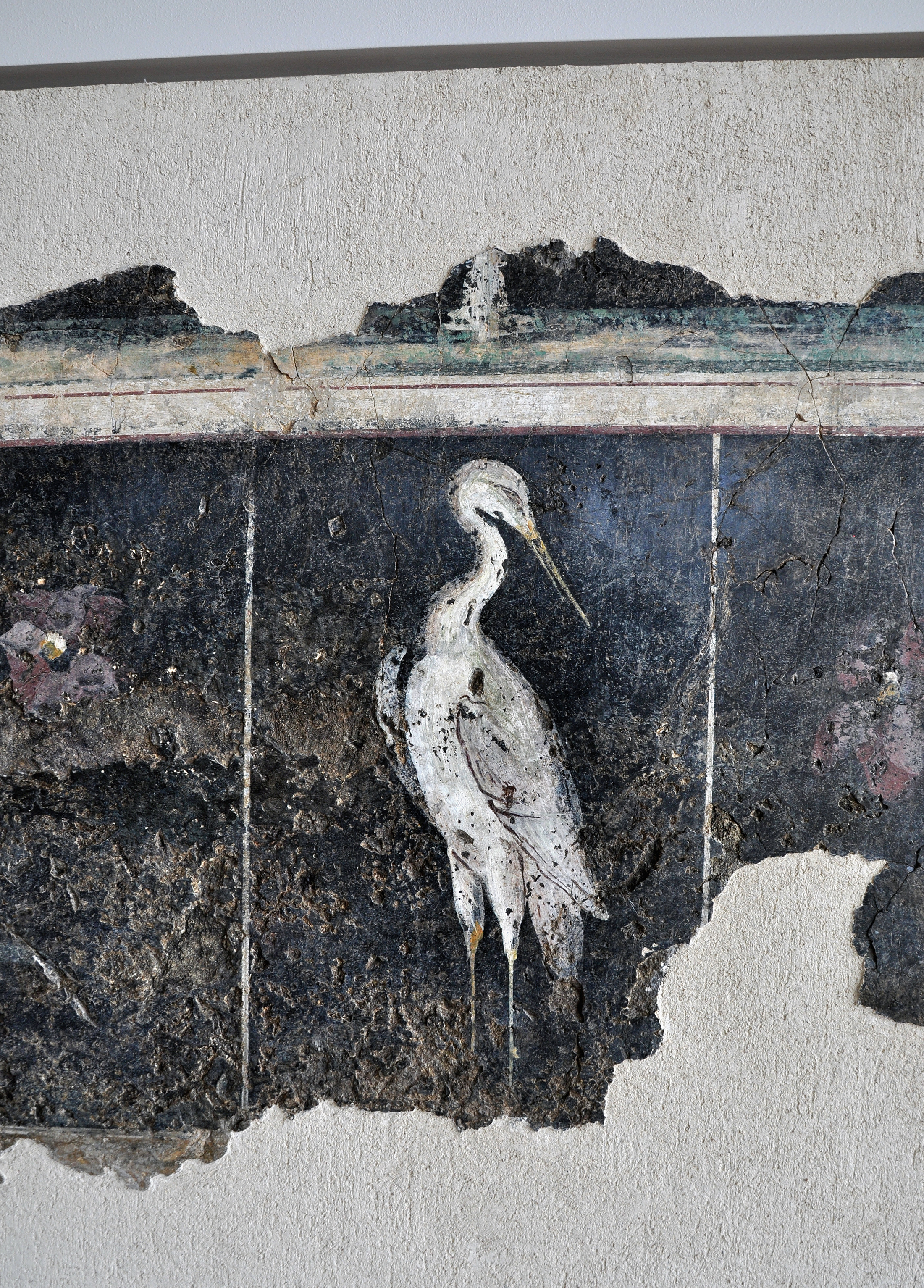
Détail d'une peinture murale, datée du Ier siècle, provenant du péristyle d'une maison gallo-romaine, découverte en 1977 rue du 11 novembre à Vienne (France) : l’un des échassiers représentés sur la plinthe. Site et musée de Saint-Romain-en-Gal.

La toichographologie (du grec ancien τεῖχος, teîkhos, « mur », γράφειν, graphein, « écrire », « peindre », « dessiner » et λόγος, logos, « discours », « science») est une discipline de l'archéologie dédiée à la fouille et à l'étude des stucs et des peintures murales.
Un spécialiste de cette discipline est un toichographologue.